# 白沙鮻
白沙鮻（学名：Sillago sihama），又名多鳞鱚，为鱚科鱚属的鱼类。分布于红海、非洲东岸、澳洲、印度、印度尼西亚、菲律宾、朝鲜、日本以及中国南海、东海及黄渤海等海域。该物种的模式产地在红海。